# Naomi Seibt
Naomi Seibt (Münster, 8 de agosto de 2000) é uma ex-youtuber, negacionista ambiental alemã e uma das principais vozes na desinformação da pandemia de COVID-19, além de ser promotora da desinformação e hesitação da vacina da COVID-19. Até abril de 2020, Seibt era funcionária do The Heartland Institute, think tank estadunidense conservador e de extrema-direita que a comercializou como a "anti-Greta" (referindo-se à jovem ativista ambiental sueca Greta Thunberg). Naomi vêm participando de diversos eventos organizados por think tanks conservadores e descreve suas visões políticas como anarco-capitalista.

## Primeiros anos
Em uma entrevista de 19 de fevereiro de 2020 para o Die Weltwoche, Seibt afirmou que se interessou por política quando começou a participar de eventos políticos com sua mãe em 2015. Na entrevista, ela criticou a União Democrata-Cristã (CDU), partido de Angela Merkel. Seibt mora em Münster, na Renânia do Norte-Vestfália, com sua irmã e sua mãe, uma advogada que representou políticos do partido de extrema-direita Alternativa para a Alemanha (AfD).
Em setembro de 2017, Seibt se formou no Gymnasium St. Mauritz Bischöfl, uma escola secundária católica. Ela alcançou o primeiro lugar em Física na competição regional da divisão júnior, chamada "Experimento de alunos", e o segundo lugar em Matemática.

## Carreira
Quando Seibt tinha 16 anos, seu poema sobre o nacionalismo Sometimes I Keep Silent, em tradução livre Às vezes fico calada, foi publicado no blog Philosophia Perennis de David Berger, como parte de uma competição da AfD. O poema tem traços contra o islamismo e em defesa do mundo ocidental.
Desde maio de 2019, Seibt grava vídeos no YouTube usando seu celular. Entre os assunto do canal estão tópicos que vão desde a migração ao feminismo até as mudanças climáticas, nos quais ela se autodenomina uma "realista climática". Em 4 de novembro de 2019, o Süddeutsche Zeitung, um dos maiores jornais diários da Alemanha, falou de sua aparição no final da Conferência Internacional de Clima e Energia anual do Instituto Europeu para o Clima e Energia (EIKE), realizada em Munique em 2 de novembro, dizendo: "Eles têm sua própria Greta. Uma negadora da mudança climática, Greta." No seu discurso, Seibt disse que antes de começar a questionar muitas coisas, como feminismo e "marxismo cultural", ela também era uma "alarmista do clima".
Em 3 de dezembro de 2019, Seibt falou como convidada no Fórum da Realidade Climática de Madrid, um fórum organizado para refutar os alertas das Nações Unidas (ONU) sobre as mudanças climáticas, enquanto Greta Thunberg falou na Conferência das Nações Unidas sobre as Mudanças Climáticas de 2019 (COP25), realizado em Santiago no Chile. O discurso de Greta foi realizado também em Madrid, já que o evento foi realizado simultaneamente em dois lugares. Ainda em 2019, a AfD da Alemanha adicionou ao estatuto do partido a negação da mudança climática como parte de sua campanha política na Europa e, portanto, também estava alinhada com EIKE. Ela foi a única mulher convidada a falar em um evento que é "tradicionalmente dominado por homens mais velhos".
Seibt já havia palestrado no The Heartland Institute e na Conservative Political Action Conference (CPAC) em Maryland, Seibt falou para cerca de uma centena de conservadores.
Em 28 de fevereiro de 2020, o jornal britânico The Guardian afirmou em um artigo que Seibt foi inspirada por Stefan Molyneux, um youtuber canadense de extrema-direita, supremacista branco e teórico da conspiração depois de ter entrando em contato com seus blogs. Ela foi processada por antissemitismo e supremacismo branco devido ao seu apoio a alguns membros da extrema-direita. Seibt se recusou a comentar, mas sua mãe nega que sua filha apoie políticas de extrema-direita.
Em abril de 2020, Seibt disse que seu trabalho formal com o The Heartland Institute havia chegado ao fim. Ela disse que foi sua a decisão de não renovar um contrato, e foi feito porque o Landesanstalt für Medien NRW ameaçou excluir seu canal no YouTube com o fundamento de que ela deseja influenciar a política alemã para um think-tank americano.
Desde o início da pandemia de COVID-19, ela foi considerada uma das principais disseminadores de fake news em relação à COVID-19, junto com a desinformação e à hesitação da vacina contra a COVID-19. No final de setembro de 2020, antes de qualquer vacina contra a doença ser aprovada, ela falsamente comentou que “os riscos reais dos efeitos colaterais da vacina são maiores do que o risco de morrer de algum vírus distópico de conto de fadas". Ainda sobre à COVID-19, em novembro de 2020, ela falsamente alegou que a COVID-19 ainda não havia sido isolado e o procedimento de teste de PCR (para detectar a presença do vírus) não era confiável; ela falsamente alegou que o o sistema de testagem era apenas baseado em um modelo de computador do genoma do vírus.
Em outubro de 2021, Seibt afirmou em uma entrevista à SVT que os jovens ativistas do clima não têm conhecimento suficiente sobre as questões climáticas para serem oradores públicos sobre o assunto e que têm medo de serem explorados por aqueles que estão no poder.

## Imagem pública
Seibt tornou-se conhecida por ser uma blogueira conservadora. Sendo alinhada ao Alternativa para a Alemanha é vista como uma espécie de antagonista à imagem da ambientalista Greta Thunberg, incorporado o "anti-Greta".  Esta imagem foi posteriormente propagada pelo Heartland, que a compara a Greta em campanhas promocionais contra as mudanças climáticas. Seibt se auto identifica como libertária.
Uma reportagem conjunta de 2020 pela Correctiv e Frontal21 revelou que James Taylor do The Heartland Institute considerou Seibt a estrela de sua "estratégia de mídia para as massas" em sua "luta contra medidas de proteção climática" que "precisa de uma imagem melhor" - para "mudar a imagem dos velhos brancos e, em vez disso, mostrar uma geração mais jovem."
O jornal suíço Neue Zürcher Zeitung (NZZ) descreveu Seibt como uma "youtuber de direita" que "ataca a ciência do clima em seus vídeos". O britânico Guardian a descreveu como uma 'influenciadora do YouTube', que diz a seus seguidores que "Thunberg e outros ativistas estão provocando histeria desnecessária ao exagerar a crise climática."
Em uma entrevista para o jornal estadunidense The Washington Post, Graham Brookie, o diretor do Laboratório de Pesquisa Forense Digital do Atlantic Council, comentou sobre a abordagem de Seibt à mensagem de Thunberg sobre o clima, na qual ela contesta o "Eu quero que você entre em pânico" de Thunberg, dizendo em um vídeo postado no site da Heartland que "Eu não quero que você entre em pânico. Eu quero que você pense". Brookie disse em um e-mail: "Embora não seja uma desinformação completa, [...] tem semelhança com um modelo que usamos chamado 4d's - rejeite a mensagem, distorça os fatos, distraia o público e expresse consternação com o todo. A tática visa criar uma equivalência em porta-vozes e mensagem. Neste caso, é uma falsa equivalência entre uma mensagem baseada na ciência do clima que se tornou viral organicamente e uma mensagem baseada no ceticismo climático tentando recuperar o atraso usando promoção paga".

## Banimento no YouTube
Em maio de 2021, o perfil do YouTube no Twitter, confirmou o banimento de Seibt na plataforma no dia 30 de abril de 2021 por não seguir as regras da comunidade devido à desinformação disseminada por sua conta.